# Robert Farnan
Robert E. Farnan, ameriški veslač, * 11. junij 1877, New York, † 10. januar 1939, New York.
Farnan je za ZDA nastopil na Poletnih olimpijskih igrah 1904 in tam v disciplini dvojec brez krmarja osvojil zlato medaljo.